# Hans-Jürgen Weber
Hans-Jürgen Weber (* 15. Juni 1955) ist ein deutscher ehemaliger Fußballschiedsrichter aus Essen.

## Karriere
Weber gab sein Erstliga-Debüt als Schiedsrichter am 17. Mai 1985. Insgesamt war er 135 Mal als Schiedsrichter in der Bundesliga im Einsatz. Er pfiff bis 1999 im Profifußball und wurde als FIFA-Schiedsrichter auch international in europäischen Pokalwettbewerben eingesetzt.
Ein Kuriosum in Webers Bundesligakarriere ist der Umstand, dass sowohl das erste als auch das letzte von ihm geleitete Spiel 6:1 für die Heimmannschaft ausging: Werder Bremen gegen 1. FC Kaiserslautern am 17. Mai 1985 und Hertha BSC gegen Hamburger SV am 29. Mai 1999.
Weber ist Mitglied des DJK Sportgemeinschaft im Franz Sales Haus in Essen e. V. und seit 2004 Schiedsrichterobmann des Westdeutschen Fußball- und Leichtathletik-Verbandes. 2010 wurde er in die Schiedsrichterkommission des DFB berufen.

## Privatleben
Als Sohn von Lutz Weber (Regionalligaschiedsrichter und später Schiedsrichterobmann und Platzwart des Uhlenkrugstadions) war Sohn Hans-Jürgen die Fußball-Schiedsrichterkarriere schon in die Wiege gelegt worden.
Hauptberuflich arbeitet Weber bei der Stadtverwaltung Essen.